# Afrothismia pachyantha
Afrothismia pachyantha är en enhjärtbladig växtart som beskrevs av Rudolf Schlechter. Afrothismia pachyantha ingår i släktet Afrothismia och familjen Burmanniaceae. IUCN kategoriserar arten globalt som akut hotad.
Artens utbredningsområde är Kamerun. Inga underarter finns listade i Catalogue of Life.